# Umemulo
L’Umemulo est un rite de passage traditionnel chez les femmes zouloues d'Afrique du Sud. 

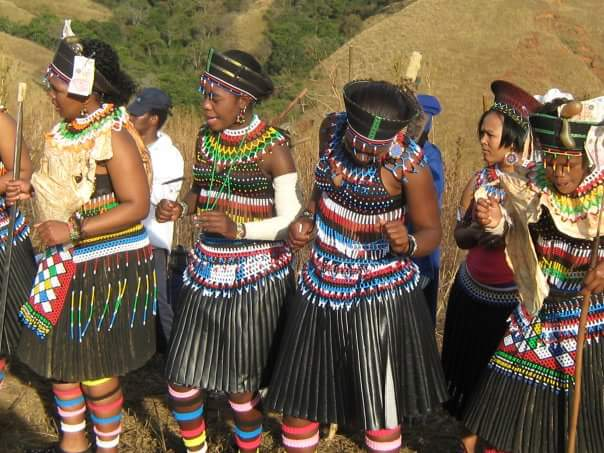
Jeunes filles dansant l'Umemulo

## Coutume
La cérémonie implique l’abattage d’une vache et la danse traditionnelle dite Ukusina qui nécessite une sagaie. La cérémonie de l’Umemulo signifie pour une femme qu’elle est maintenant prête pour le mariage,.

## Articles annexes
- Rite de passage
- Lobola